# Émilie Loitová
Émilie Loitová (* 9. června 1979 v Cherbourgu, Francie) je současná francouzská profesionální tenistka.
Během své kariéry vyhrála 3 turnaje WTA ve dvouhře a 16 turnajů ve čtyřhře.

## Finálové účasti na turnajích WTA (29)

### Dvouhra - výhry (3)
| Legenda                |
| Kategorie Tier III (1) |
| Kategorie Tier IV (1)  |
| Kategorie Tier V (1)   |

| Č. | Datum          | Turnaj               | Povrch | Soupeřka ve finále | Výsledek  |
| 1. | 11. duben 2004 | Casablanca, Maroko   | antuka | Ľudmila Cervanová  | 6-2, 6-2  |
| 2. | 18. duben 2004 | Estoril, Portugalsko | antuka | Iveta Benešová     | 7-5, 7-61 |
| 3. | 3. březen 2007 | Acapulco, Mexiko     | antuka | Flavia Pennettaová | 7-60, 6-4 |

### Čtyřhra - výhry (16)
| Legenda                |
| Kategorie Tier II (3)  |
| Kategorie Tier III (2) |
| Kategorie Tier IV (8)  |
| Kategorie Tier V (3)   |

| Č.  | Datum             | Turnaj                | Povrch  | Partnerka             | Soupeřky ve finále                                     | Výsledek       |
| 1.  | 21. listopad 1999 | Pattaya City, Thajsko | tvrdý   | Asa Carlssonová       | Patricia Wartuschová Jevgenia Kulikovskaja             | 6-1, 6-4       |
| 2.  | 16. leden 2000    | Hobart, Austrálie     | tvrdý   | Rita Grandeová        | Alicia Moliková Kim Clijstersová                       | 6-2, 2-6, 6-3  |
| 3.  | 18. únor 2001     | Nice, Francie         | koberec | Anne-Gaelle Sidotová  | Nathalie Tauziatová Kimberly Po-Messerliová            | 1-6, 6-2, 6-0  |
| 4.  | 21. duben 2002    | Budapešť, Maďarsko    | antuka  | Catherine Barclayová  | Zsofia Gubacsiová Jelena Bovinová                      | 4-6, 6-3, 6-3  |
| 5.  | 12. leden 2003    | Canberra, Austrálie   | tvrdý   | Tathiana Garbinová    | Dinara Safinová Daniela Bedáňová                       | 6-3, 3-6, 6-4  |
| 6.  | 2. březen 2003    | Acapulco, Mexiko      | antuka  | Asa Svenssonová       | Patricia Wartuschová Petra Mandulová                   | 6-3, 6-1       |
| 7.  | 21. září 2003     | Šanghaj, Čína         | tvrdý   | Nicole Prattová       | Tamarine Tanasugarnová Ai Sugijamaová                  | 6-3, 6-3       |
| 8.  | 11. duben 2004    | Casablanca, Maroko    | antuka  | Marion Bartoliová     | Katarina Srebotniková Els Callensová                   | 6-4, 6-2       |
| 9.  | 8. květen 2005    | Rabat, Maroko         | antuka  | B. Záhlavová-Strýcová | Nuria Llagosterová Lourdes Domínguezová Linová         | 3-6, 7-66, 7-5 |
| 10. | 15. květen 2005   | Praha, Česko          | antuka  | Nicole Prattová       | Barbora Záhlavová-Strýcová Jelena Kostanićová Tošićová | 6-76, 6-4, 6-4 |
| 11. | 14. srpen 2005    | Stockholm, Švédsko    | tvrdý   | Katarina Srebotniková | Mara Santangelová Eva Birnerová                        | 6-4, 6-3       |
| 12. | 31. srpen 2005    | Budapešť, Maďarsko    | antuka  | Katarina Srebotniková | Marta Marrerová Lourdes Domínguezová Linová            | 6-1, 3-6, 6-2  |
| 13. | 9. říjen 2005     | Taškent, Uzbekistán   | tvrdý   | M. Elena Camerinová   | Galina Voskobojevová Anastasia Rodionovová             | 6-3, 6-0       |
| 14. | 30. říjen 2005    | Hasselt, Belgie       | tvrdý   | Katarina Srebotniková | Ágnes Szávayová Michaëlla Krajiceková                  | 6-3, 6-4       |
| 15. | 13. leden 2006    | Hobart, Austrálie     | tvrdý   | Nicole Prattová       | Jelena Kostanićová Tošićová Jill Craybasová            | 6-2, 6-1       |
| 16. | 12. únor 2006     | Paříž, Francie        | koberec | Květa Peschkeová      | Rennae Stubbsová Cara Blacková                         | 7-65, 6-4      |

### Čtyřhra - prohry (10)
| Legenda                |
| Kategorie Tier II (3)  |
| Kategorie Tier III (4) |
| Kategorie Tier IV (3)  |

| Č.  | Datum          | Turnaj                | Povrch  | Partnerka              | Vítězky                                                | Výsledek      |
| 1.  | 17. leden 1999 | Hobart, Austrálie     | tvrdý   | Alexia Dechaumeová     | Jelena Tatarková Mariaan de Swardtová                  | 6-1, 6-2      |
| 2.  | 13. únor 2000  | Paříž, Francie        | koberec | Asa Svenssonová        | Sandrine Testudová Julie Halardová-Decugisová          | 3-6, 6-3, 6-4 |
| 3.  | 14. září 2002  | Bahía, Brazílie       | tvrdý   | Rossana de los Riosová | Paola Suárezová Virginia Ruanová Pascualová            | 6-4, 6-1      |
| 4.  | 5. leden 2003  | Gold Coast, Austrálie | tvrdý   | Nathalie Dechyová      | Martina Navrátilová Světlana Kuzněcovová               | 6-4, 6-4      |
| 5.  | 16. únor 2003  | Antverpy, Belgie      | koberec | Nathalie Dechyová      | Ai Sugijamaová Kim Clijstersová                        | 6-2, 6-0      |
| 6.  | 14. září 2003  | Bali, Indonésie       | tvrdý   | Nicole Prattová        | Angelique Widjajová Maria Ventová-Kabchiová            | 7-5, 6-2      |
| 7.  | 7. leden 2006  | Auckland, Nový Zéland | tvrdý   | B. Záhlavová-Strýcová  | Věra Zvonarevová Jelena Lichovcevová                   | 6-3, 6-4      |
| 8.  | 4. březen 2006 | Acapulco, Mexiko      | antuka  | Šinobu Asagoeová       | Meghann Shaughnessyová Anna-Lena Grönefeldová          | 6-1, 6-3      |
| 9.  | 24. září 2006  | Portorož, Slovinsko   | tvrdý   | Eva Birnerová          | Renata Voráčová Lucie Hradecká                         | bez boje      |
| 10. | 3. březen 2007 | Acapulco, Mexiko      | antuka  | Nicole Prattová        | Arantxa Parrová Santonjová Lourdes Domínguezová Linová | 6-3, 6-3      |

## Fed Cup
Émilie Loitová se zúčastnila 10 zápasů týmového Fed Cupu  za tým Francie s bilancí 2-1 ve dvouhře a 2-6 ve čtyřhře.

## Postavení na žebříčku WTA na konci roku

### Dvouhra
| Rok    | 1995 | 1996   | 1997   | 1998  | 1999  | 2000   | 2001  | 2002  | 2003  | 2004  | 2005  | 2006  | 2007  | 2008   |
| Pořadí | 987. | ▲ 572. | ▲ 281. | ▲ 98. | ▬ 98. | ▼ 102. | ▲ 94. | ▲ 58. | ▲ 41. | ▼ 45. | ▼ 81. | ▲ 58. | ▲ 45. | ▼ 138. |

### Čtyřhra
| Rok    | 2001 | 2002  | 2003  | 2004  | 2005  | 2006  | 2007  | 2008   |
| Pořadí | 60.  | ▼ 67. | ▲ 15. | ▼ 31. | ▲ 29. | ▼ 49. | ▲ 42. | ▼ 134. |